# Васюків
Ва́сюків — село в Україні, у Прилуцькому районі Чернігівської області. Населення становить 33 осіб. Входить до складу Срібнянської селищної громади.

## Географія
Розташовано за 2 км від центру громади і за 5 км від с. Олексинців.
Селом протікає річка Лезова, ліва притока Лисогору.

## Історія
У 1911 році на хуторі Ва́сюків Срібнянської волості Прилуцького повіту Полтавської губернії, жила  91 особа
У 1923-30 рр. хутір підпорядкований Гриціївській сільраді Срібнянського району Прилуцької округи.
1925 — 15 дворів, 73 ж.; 1930 — 19 дворів, 90 жит.
Село Васюків утворено після 1945 року злиттям хуторів Васюкове та Олексіївщина

## Сучасний стан
30 дворів, 53 мешканці (1996).
Станом на 29 жовтня 2018 року у селі Васюків фактично проживає 6 осіб у 5 дворах.
До 2017 року орган місцевого самоврядування — Олексинська сільська рада.